# 巴甫利夫卡 (瓦西里基夫卡市鎮)
48°9′39″N 35°58′6″E / 48.16083°N 35.96833°E
巴甫利夫卡（烏克蘭語：Павлівка）是位於烏克蘭中部的村莊，由第聶伯羅彼得羅夫斯克州錫內利尼科韋區的瓦西里基夫卡市镇負責管轄。該村處於上泰爾薩河畔，始建於1806年，面積1.96平方公里，海拔高度85米，2022年人口952。